# John Prescott Knight
Pour les articles homonymes, voir Knight.
John Prescott Knight RA (1803-1881) est un portraitiste britannique. Il est secrétaire de la Royal Academy de 1848 à 1873.

## Biographie
Fils de l'acteur Edward Knight (acteur) (en), il est né à Stafford en 1803. Il commence sa vie professionnelle dans la boutique d'un marchand antillais de la ville de Londres, qui cesse ses activités peu de temps après. Il étudie ensuite le dessin avec Henry Sass et la peinture avec George Clint avant de devenir étudiant à la Royal Academy en 1823.
En 1824, il montre des portraits de son père et d'Alfred Bunn, directeur du Drury Lane Theatre à la Royal Academy. Il continue à peindre des portraits théâtraux pendant quelques années, bien que ce que le Dictionary of National Biography appelle «des images d'un caractère plus fantaisiste» ait fini par dominer sa production. En 1828, son Whist Party et List, ye Landsmen sont suspendus à la British Institution. En 1835, il apparaît avec Tam o' Shanter à la Royal Academy, dont il devient associé en 1836, et professeur de perspective (1839-1860). À partir de 1840 environ, il se concentre à nouveau sur le portrait, peignant à la fois des individus, tels que le duc de Wellington pour le London City Club, le duc de Cambridge pour le Christ's Hospital et Sir George Burrows pour le St Bartholomew's Hospital et de grands groupes, comme dans son Waterloo Banquet (1842) et Peninsular Heroes (1848). Il devient membre à part entière de la Royal Academy en 1844 et en est le secrétaire de 1848 à 1873. Il y expose pour la dernière fois en 1878, avec A Sandy Hillside.
Il est un membre enthousiaste de l'église apostolique catholique d'Edward Irving. Sa femme, décédée avant lui, expose quelques tableaux de sujets domestiques à la British Institution et ailleurs entre 1832 et 1837.
Knight meurt au 24 Maida Hill West, à Londres, le 26 mars 1881, et est enterré au cimetière de Kensal Green.